# Vanessa Diehm
Vanessa Diehm (* 22. März 2004 in Karlsruhe) ist eine deutsche Fußballspielerin. Sie spielt seit 2019 für die TSG 1899 Hoffenheim.

## Karriere

### Vereine
Diehm begann in Straubenhardt im Jugendfußballverein Straubenhardt mit dem Fußballspielen. Im weiteren Verlauf gehörte sie dem 1. CfR Pforzheim bis ins Jahr 2019 an, bevor sie zur Saison 2019/20 in die B-Jugendmannschaft der TSG 1899 Hoffenheim wechselte. Für diese bestritt sie zwölf Punktspiele in der Staffel Süd der B-Juniorinnen-Bundesliga und erzielte zwei Tore. Zur Saison 2020/21 rückte sie in die zweite Mannschaft auf, für die sie in der Staffel Süd der 2. Bundesliga in acht Saisonspielen eingesetzt wurde und ein Tor erzielte. In der Folgesaison blieb sie in 18 Punktspielen torlos, wurde jedoch in zwei Bundesligaspielen der ersten Mannschaft eingesetzt. Ihr Debüt in der höchsten Spielklasse gab sie am 19. März 2022 (17. Spieltag) bei der 0:3-Niederlage im Auswärtsspiel gegen den VfL Wolfsburg mit Einwechslung für Franziska Harsch in der 88. Minute. In der Saison 2022/23 kam sie zehn Zweitligaspielen zum Einsatz und mit Aufrücken in den Kader der ersten Mannschaft in vier Erstligaspielen.

### Auswahl-/Nationalmannschaft
Diehm kam als Spielerin der Auswahlmannschaften des Badischen Fußballverbandes in den Altersklassen U14 und U16 von 2017 bis 2019 in insgesamt elf Spielen um den DFB-Länderpokal an der Sportschule Wedau in Duisburg zum Einsatz.
Als Nationalspielerin debütierte sie in der U15-Nationalmannschaft, die am 5. Dezember 2018 das in Freundschaft ausgetragene Länderspiel gegen die U15-Nationalmannschaft Belgiens mit 2:1 gewann.
Für die U16-Nationalmannschaft kam sie am 5. und 7. November 2019 in zwei Vergleichen mit der U16-Nationalmannschaft Dänemarks zum Einsatz. Im ersten, beim 6:1-Sieg, erzielte sie mit dem Treffer zum Endstand in der 85. Minute ihr erstes Länderspieltor.
Von 2021 bis 2023 weist sie für die U20- und U19-Nationalmannschaft insgesamt 19 Länderspiele und ein Tor auf. Mit letzterer nahm sie an der vom 18. bis 30. Juli 2023 in Belgien ausgetragenen Europameisterschaft teil und bestritt fünf Turnierspiele einschließlich des mit 2:3 im Elfmeterschießen verlorenen Finales gegen die U19-Nationalmannschaft Spaniens.

## Erfolge
- Finalist U19-Europameisterschaft 2023

## Auszeichnungen
- Fritz-Walter-Medaille: 2021 in Silber (U17), 2023 in Silber (U19)